# Mads Christensen (cyclisme)
Pour les articles homonymes, voir Mads Christensen et Christensen.
Mads Christensen, né le 6 avril 1984 à Aalborg, est un coureur cycliste danois.

## Biographie
En 2012, il termine meilleur grimpeur du Tour du Pays basque.

## Palmarès sur route et classements mondiaux

### Palmarès
- 1999
  -  Médaillé d'argent de la course en ligne au Festival olympique de la jeunesse européenne
- 2000
  -  Champion du Danemark du contre-la-montre juniors
- 2002
  - 4e étape du Grand Prix Rüebliland
  - 3e du championnat du Danemark du contre-la-montre juniors
  - 3e du championnat du Danemark sur route juniors
- 2003
  -  Champion du Danemark sur route espoirs
  - 2e du championnat du Danemark du contre-la-montre espoirs
- 2004
  -  Champion du Danemark du contre-la-montre espoirs
  - 1re étape du Ringerike Grand Prix
  - 2e de Liège-Bastogne-Liège espoirs
  -  Médaillé de bronze du championnat du monde sur route espoirs
- 2008
  - U6 Cycle Tour :
    - Classement général
    - 2e et 6e (contre-la-montre) étapes
- 2009
  - 2e du Rás Tailteann
  - 2e du championnat du Danemark du contre-la-montre par équipes
- 2010
  - 2e étape de la Flèche du Sud
  - 2e de la Flèche du Sud
- 2011
  - 3e du championnat du Danemark du contre-la-montre
- 2012
  - 7e de la Classique de Saint-Sébastien
- 2014
  - 2e du championnat du Danemark du contre-la-montre par équipes
- 2015
  - 3e du championnat du Danemark du contre-la-montre par équipes

### Résultats sur les grands tours

#### Tour d'Italie
3 participations
- 2005 : 142e
- 2012 : abandon (12e étape)
- 2013 : 126e

#### Tour d'Espagne
1 participation
- 2011 : 160e

### Classements mondiaux
| Année           | 2007   | 2008 | 2009 | 2010 | 2011 | 2012 | 2013 | 2014 | 2015 |
| --------------- | ------ | ---- | ---- | ---- | ---- | ---- | ---- | ---- | ---- |
| UCI World Tour  |        |      |      |      | nc   | 142e | nc   |      |      |
| UCI Europe Tour | 1 272e | 974e | 418e | 336e |      |      |      | nc   | nc   |

## Palmarès sur piste
- 2000
  -  Champion du Danemark de poursuite juniors
  -  Champion du Danemark de poursuite par équipes juniors (avec Michael Berling, Dan Hjernø et Kristian Busk)
  -  Champion du Danemark du kilomètre juniors
- 2001
  -  Champion du Danemark de l'américaine (avec Jimmi Madsen)
  -  Champion du Danemark de poursuite
  -  Champion du Danemark de poursuite par équipes (avec Alex Rasmussen, Morten Voss Christiansen et Dennis Veje Rasmussen)
  -  Champion du Danemark de poursuite juniors
  -  Champion du Danemark de poursuite par équipes juniors (avec Mikkel Kristensen, Alex Rasmussen et Jakob Dyrgaard)
  - 2e du championnat du Danemark du kilomètre juniors
  - 3e du championnat du Danemark de course aux points juniors

## Récompenses
- Cycliste danois de l'année en 2004